# Odontorrhynchus domeykoanus
Odontorrhynchus domeykoanus är en orkidéart som beskrevs av Dariusz Lucjan Szlachetko. Odontorrhynchus domeykoanus ingår i släktet Odontorrhynchus och familjen orkidéer. Inga underarter finns listade i Catalogue of Life.